# Antiga Sanà
L'Antiga Sanà (o Sana) comprén la part emmurallada de la ciutat de Sanà, capital del Iemen, que és en una vall muntanyenca a 2.200 m d'altitud. És magnífica, amb les seues edificacions adornades amb tova blanca.
El 1986 la inclogueren en la Llista del Patrimoni Mundial de la Unesco.
Sanà és habitada fa més de 2.500 anys. En els segles vii i viii, fou un centre de propagació de l'islam. Aquest patrimoni històric, religiós i polític pot ser vist en les 103 mesquites, 14 hammams (banys turcs) i en els prop de 6.000 habitatges, totes construïts abans del segle XI. Les cases-torres de diversos pisos de Sanà s'edificaren amb taipa.(1)

## Danys
Alguns informes de la UNESCO esmentaven que els edificis històrics importants de l'antiga ciutat classificada com a Patrimoni Mundial havien estat severament danyats durant els atacs militars contra els hoties l'11 de maig i l'11 de juny del 2015. La UNESCO digué en un comunicat: "en aquests darrers dies rebem informació que indica un mal significatiu als llocs culturals del Iemen". D'acord amb aquesta informació, es van causar importants danys en diversos edificis històrics.
El fet fou condemnat per la focalització cap a l'antiga ciutat de Sanà, i la directora general de la UNESCO, Irina Bokova demanà en un comunicat "respectar i protegir el patrimoni cultural del Iemen", i expressant el seu "profund dolor per la pèrdua de vides i la destrucció infligida a les més antigues joies de la civilització islàmica".
El 2 de juliol del 2015 l'Antiga Sanà s'inclogué en la Llista del Patrimoni de la Humanitat en Perill de la UNESCO.

## Lloc

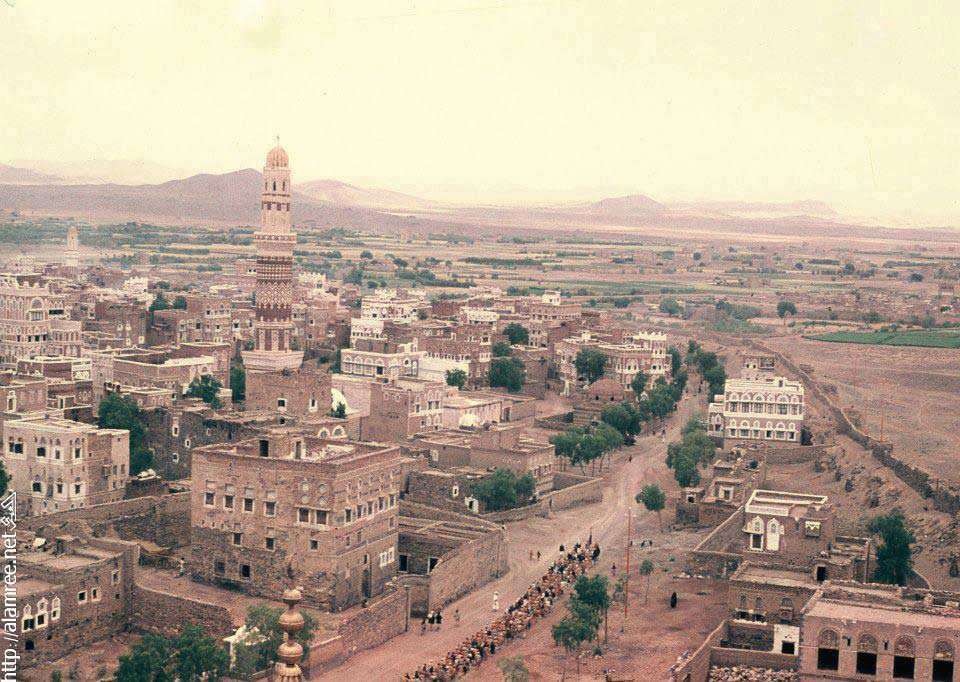
Antiga ciutat de Sanà el 1962

L'antiga ciutat de Sanà és al Iemen, a la part inferior de la capital iemenita, i s'estén fins a un altiplà menut als peus de la Muntanya Maledicció (una muntanya situada a Sanà, amb una alçada de 2.800 m) i s'eleva lleugerament des del nivell de la superfície cap a la muntanya, en latitud (1-15 n) longitud (12-44 Orient), alçada (2.292-2.248 m) sobre el nivell de la mar.